# اگوست برنارت
اگوست ماری فرانسوا برنارت (انگلیسی: Auguste Marie François Beernaert؛ ۲۶ ژوئیهٔ ۱۸۲۹ – ۶ اکتبر ۱۹۱۲) یک سیاستمدار اهل بلژیک بود.
وی همچنین برنده جوایزی همچون جایزه صلح نوبل شده است.